# Erik Kimestad Pedersen
Erik Kimestad Pedersen (* 1989)  ist ein norwegischer Jazzmusiker (Trompete, auch Komposition).

## Leben und Wirken
Kinestad, der aus Mandal stammt, besuchte das Vågsbygd-Gymnasium in Kristiansand, wo er bereits sehr viel Trompete spielte; ab Herbst 2008 studierte er am Rytmisk Musikkonservatorium in Kopenhagen.
Kimestad spielte ab den 2010er-Jahren bei Øyvind Nypan, im Horse Orchestra und im Quartett von Kresten Osgood (Plays Jazz, 2017; Kresten Osgood Quintet Plays Jazz, 2018). außerdem mit Andreas Wildhagen, Erlend Albertsen und Kjetil Jerve im Quartett  Akmee, im Henningsson/Hängsel Septet, Horse Orchestra, JKA Quintet von Jens Kristian Andersen, MMO-Ensemble um Martin Myhre Olsen und in RødssalG nEEn GlassdøR (mit Andreas Wildhagen, Erlend Albertsen, Kjetil Jerve, Martin Myhre Olsen, Nils Andreas Granseth). Gemeinsam mit dem Bassisten Rune Nergaard und dem Schlagzeuger Olaf Olsen bildete er das Trio Fra det Onde, das 2020 bei El Paraiso eine EP mit Emil Nikolaisen veröffentlichte.
Mit dem Tenorsaxophonisten Nana Pi, dem Posaunisten Petter Hängsel und den Schlagzeugern Johannes Vaht und Kristoffer Rostedt bildete er die Formation Nezelhorns (Sentiment, 2021). Zu hören ist er auch auf Alben von Simon Spang-Hanssen (Plutonic Eclipse) und Karoline Wallace (Stiklinger, 2021). Mit Luise Volkmanns Été Large trat er 2020 beim Moers Festival auf. Zu hören ist er u. a. auf Ingebrigt Håker Flatens Album Breezy (2024) und  Kresten Osgoods Live at H15 Studio (2024).